# Wynohradiwka (hromada Tarutyne)
Wynohradiwka (ukr. Виноградівка) – wieś na Ukrainie, w obwodzie odeskim, w rejonie bołgradzkim, w hromadzie Tarutyne. W 2001 liczyła 1629 mieszkańców, głównie Bułgarów.